# Cantacuzino (Familie)

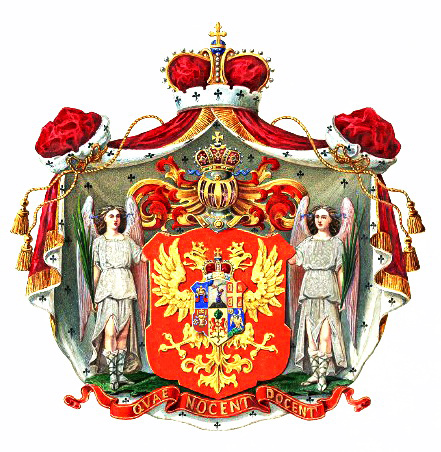
Wappen des fürstlichen Hauses Cantacuzino/Cantacuzene

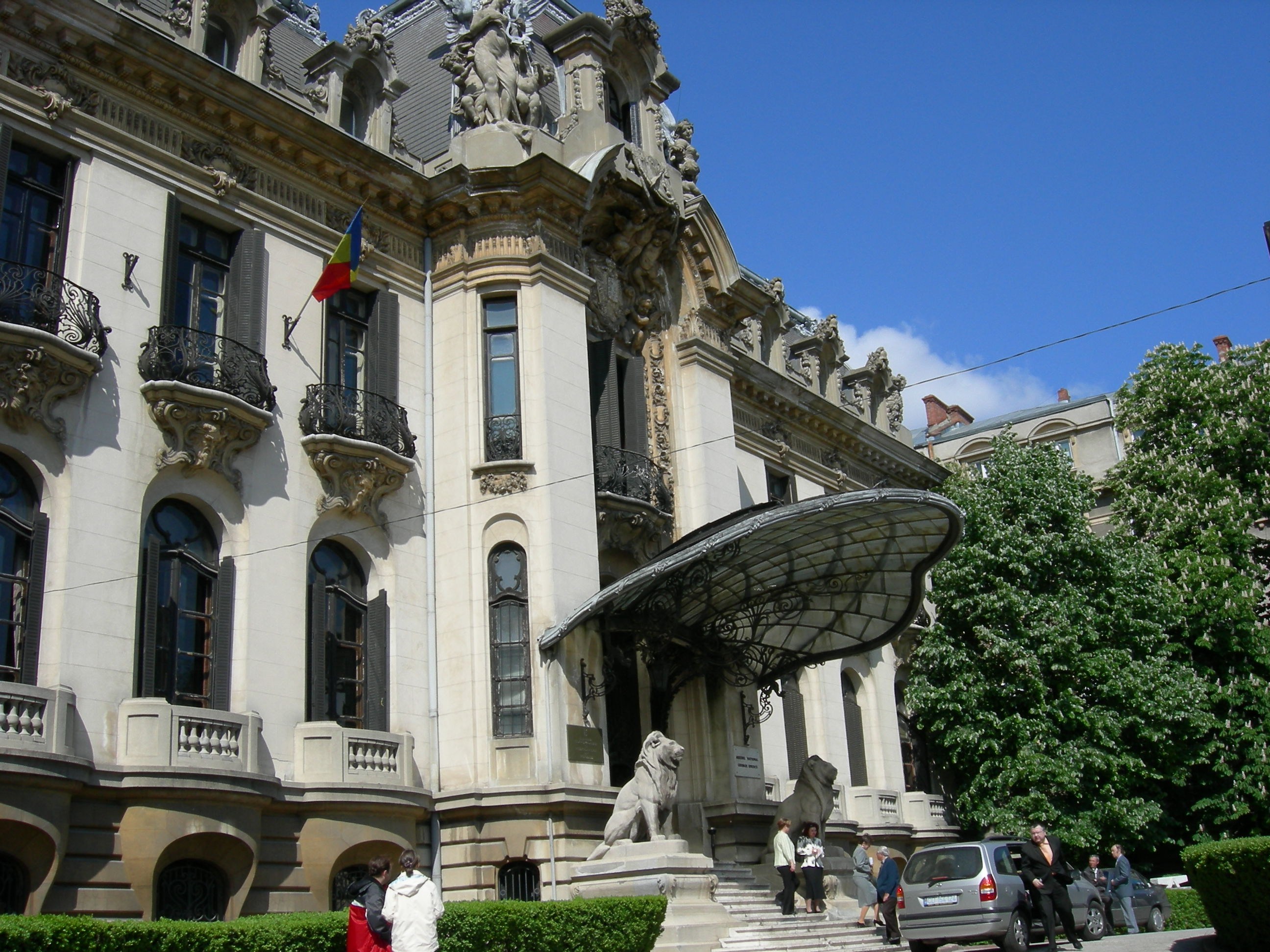
Cantacuzinopalast in Bukarest

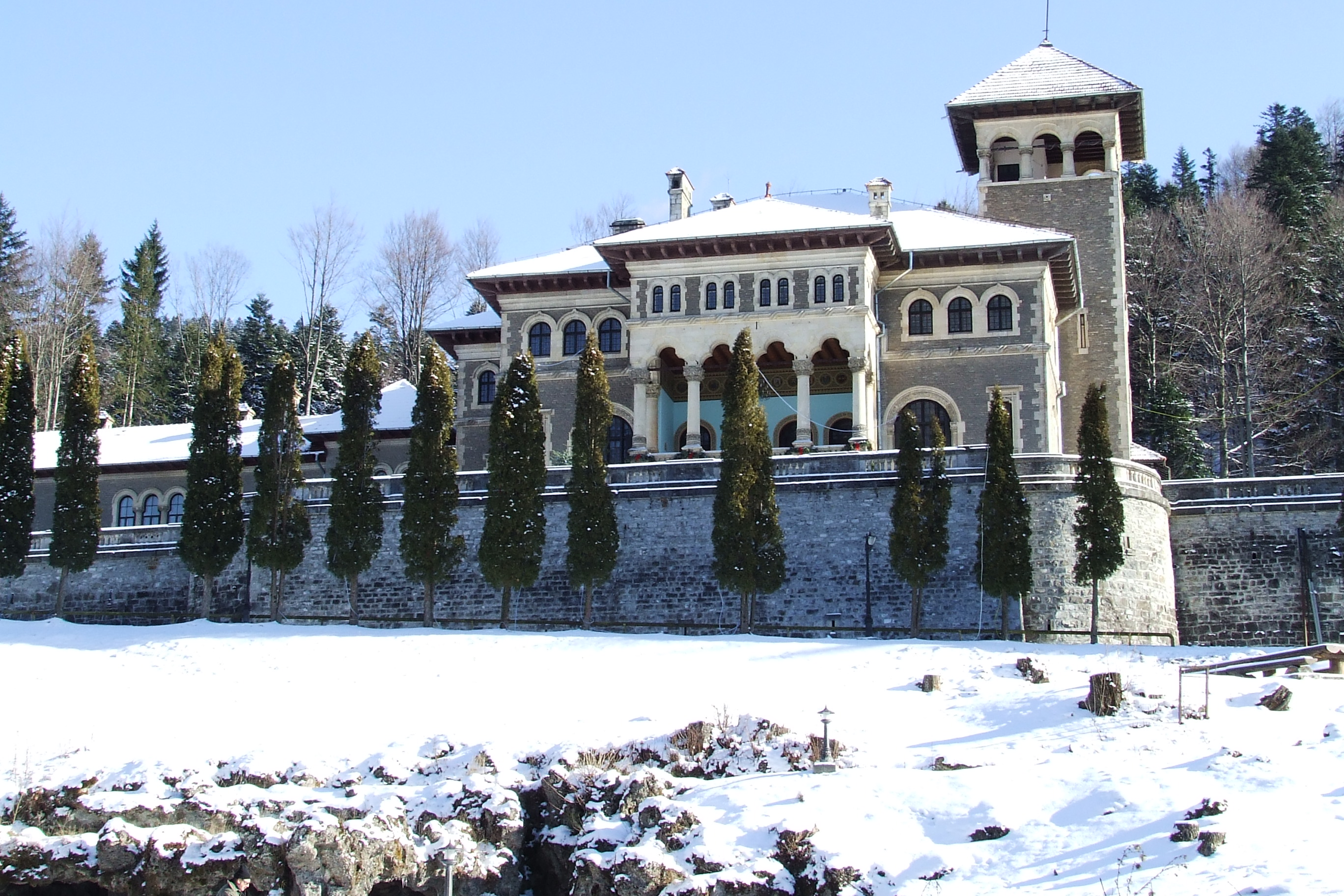
Schloss Cantacuzino in Bușteni, Rumänien

Cantacuzino (auch: Cantacuzene) ist eine rumänische Adelsfamilie, die ihre Herkunft von der byzantinischen kaiserlichen Familie der Kantakuzenos ableitet.
Die ersten Mitglieder der Familie können allerdings erst im späten 16. Jahrhundert, mit dem Phanarioten Michael „Şeytanoğlu“ Kantakuzenos, bezeugt werden, über ein Jahrhundert nach dem Fall Konstantinopels. Ob die Kantakuzenos-Familie der osmanischen Zeit tatsächlich Nachfahren der byzantinischen kaiserlichen Familie sind, ist fragwürdig, zumal es damals unter wohlhabenden griechischen Familien häufig war, byzantinische Nachnamen zu adoptieren und berühmte Adelshäuser der byzantinischen Vergangenheit als ihre Vorfahren zu erklären.
Der Byzanzforscher Steven Runciman schrieb über die späteren Kantakuzenoi als „vielleicht die einzige Familie, deren Anspruch, in der direkten Linie von Byzantinischen Kaisern zu stammen, authentisch sei“, aber seinem Kollegen Donald Nicol zufolge haben sich „patriotisch gesinnte rumänische Historiker bemüht um zu zeigen, dass ... von all den byzantinischen kaiserlichen Familien diejenige der Kantakuzenos die einzige ist, von der wahrheitsgemäß gesagt werden kann, dass sie bis heute überlebt habe; aber die Nachfolge nach der Mitte des 15. Jahrhunderts ist, um es milde auszudrücken, unsicher.“

## Bekannte Namensträger
- Dumitrașcu Cantacuzino (17. Jahrhundert), Fürst der rumänischen Region Moldau
- Elsa Prinzessin Cantacuzène, vermählt Elsa Bruckmann, (1865–1946), Förderin Adolf Hitlers
- George Matei Cantacuzino (1899–1960), rumänischer Architekt
- Gheorghe Ghyka Cantacuzene (1902–1988), rumänischer Adeliger und Autorennfahrer
- Gheorghe Grigore Cantacuzino (1832–1913), rumänischer Politiker
- Ioan Cantacuzino (1863–1934), rumänischer Mediziner und Bakteriologe
- Ioan Ghyka Cantacuzene (1904–1932), rumänischer Adeliger, Flieger und Automobilrennfahrer
- Șerban I. Cantacuzino (um 1640–1688), Fürst der rumänischen Region Walachei
- Ștefan Cantacuzino (16??–1716), Fürst der rumänischen Region Walachei